# Deplasare hiperbolică
În geometrie deplasările hiperbolice sunt automorfisme izometrice ale unui spațiu hiperbolic. La compunerea funcțiilor⁠(d), deplasările hiperbolice formează un grup continuu⁠(d). Se spune că acest grup caracterizează spațiul hiperbolic. O astfel de abordare a geometriei a fost susținută de Felix Klein în programul Erlangen⁠(d). Ideea de a reduce geometria la grupul său caracteristic a fost dezvoltată în special de Mario Pieri în reducerea noțiunilor primitive de geometrie doar la punct și deplasare.
Deplasările hiperbolice sunt adesea preluate din geometria de inversiune⁠(d): acestea sunt aplicații compuse din reflexii față de o dreaptă sau un cerc (sau într-un hiperplan sau o hipersferă pentru spații hiperbolice cu mai mult de două dimensiuni). Pentru a deosebi deplasările hiperbolice, o anumită dreaptă sau cerc este luată ca absolut⁠(d). Condiția este că absolutul trebuie să fie un set invariant⁠(d) al tuturor deplasărilor hiperbolice. Absolutul împarte planul în două componente conexe, iar deplasările hiperbolice nu trebuie să permute aceste componente.
Unul dintre cele mai răspândite contexte pentru geometria de inversiune și deplasările hiperbolice este în studiul aplicațiilor din planul complex prin transformări Möbius. Manualele despre funcțiile complexe menționează adesea două modele comune de geometrie hiperbolică: modelul semiplanului Poincaré⁠(d), unde absolutul este dreapta reală din planul complex și modelul discului Poincaré, unde absolutul este cercul unitate din planul complex. Deplasările hiperbolice pot fi descrise și prin modelul hiperboloidului⁠(d) al geometriei hiperbolice.
Articolul prezintă exemple de utilizare a deplasărilor hiperbolice: extinderea metricii {\displaystyle d(a,b)=\vert \log(b/a)\vert } a unui sistem numeric hipercomplex la semiplan și cvasisferă.

## Deplasările în planul hiperbolic
Orice (transformare sau deplasare) a planului hiperbolic la sine poate fi realizată ca alcătuirea a cel mult trei  reflexii. În spațiul hiperbolic n-dimensional, ar putea fi necesare până la n+1 reflexii. (Acestea sunt valabile și pentru geometriile euclidiene și sferice, dar clasificarea de mai jos este diferită.)
Toate deplasările planului hiperbolic pot fi clasificate în următoarele clase:
- Care conservă orientarea

- izometria de identitate — nicio deplasare, reflexie; niciun grad de libertate.
- simetria față de centru (jumătate de rotație) — două reflexii față de drepte reciproc perpendiculare care trec prin punctul dat, adică o rotație de 180° în jurul punctului; două grade de libertate.
- rotația în jurul unui punct — două reflexii față de drepte care trec prin punctul respectiv (inversiunea fiind un caz particular); punctele se deplasează pe cercuri în jurul centrului; trei grade de libertate.
- "rotația" în jurul unui punct ideal — două reflexii față de drepte care duc la punctul ideal; punctele se deplasează de-a lungul oriciclelor cu centrul în punctul ideal; două grade de libertate.
- translația de-a lungul unei drepte — două reflexii față de drepte perpendiculare pe dreapta dată; punctele de pe linia dată se deplasează de-a lungul hiperciclurilor; trei grade de libertate.

- Care inversează orientarea

- reflexia față de o dreaptă — o singură reflexie; două grade de libertate.
- reflexia față de o dreaptă combinată cu o translație de-a lungul aceleiași drepte (reflexie translată) — reflexia și translația sunt comutative; sunt necesare trei reflexii; trei grade de libertate.

## Introducerea metricii în modelul semiplanului Poincaré

Pentru unele deplasări hiperbolice în semiplan, vezi

Punctele din modelul semiplanului Poincaré HP au coordonatele carteziene {(x,y): y > 0} și cele polare {(r cos a, r sin a): 0 < a < π, r > 0 }.
Deplasările hiperbolice vor fi considerate o compunere⁠(d) a trei deplasări hiperbolice fundamentale.
Fie p = (x,y)  or  p = (r cos a, r sin a), p ∈ HP.
Deplasările fundamentale sunt:
p → q = (x + c, y ), c ∈ R (translație la stânga sau la dreapta)
p → q = (sx, sy ),  s > 0 (dilatarea)
p → q = ( r −1 cos a,  r −1 sin a ) (inversiunea în semicercul unitate).
Notă: translația și dilatarea sunt aplicații din geometria de inversiune compuse dintr-o pereche de reflexii față de drepte verticale sau, respectiv, cercuri concentrice.

### Folosirea semicercului Z
Fie triunghiul {(0,0),(1,0),(1,tan a)}. Deoarece 1 + tan2a = sec2a, lungimea ipotenuzei triunghiului este sec a, unde „sec” este secanta. Fie r = sec a și se aplică a treia deplasare hiperbolică fundamentală pentru a obține q = (r cos a, r sin a), unde r = sec−1a = cos a. Acum
{\displaystyle \left|q-\left({\frac {1}{2}},0\right)\right|^{2}=\left(\cos ^{2}a-{\frac {1}{2}}\right)^{2}+\cos ^{2}a\sin ^{2}a={\frac {1}{4}}}
astfel încât q se află pe semicercul Z de rază 1/4 și centru (1/2, 0). Astfel, raza tangentă la (1, 0) este aplicată pe Z prin a treia deplasare hiperbolică fundamentală. Orice semicerc poate fi redimensionat printr-o dilatare la raza 1/2 și deplasat la Z, apoi inversiunea îl duce la raza tangentă. Deci deplasările hiperbolice permută semicercurile cu diametre pe y = 0, uneori cu raze verticale, și invers. Se admite că se măsoară lungimea pe razele verticale utilizând măsura logaritmică:
{\displaystyle d((x,y),(x,z))=\left|\log(z/y)\right|.}
Apoi, prin intermediul deplasărilor hiperbolice, se pot măsura distanțele între puncte și pe semicercuri: mai întâi se mută punctele pe Z prin deplasarea și dilatarea corespunzătoare, apoi se plasează prin inversiune pe raza tangentă unde distanța logaritmică este cunoscută.
Pentru m și n în HP, fie b dreapta perpendiculară pe mijlocul segmentului dintre m și n. Dacă b este paralelă cu abscisa, atunci segmentul dintre m și n este vertical, altfel b intersectează abscisa astfel încât există un semicerc cu centrul în aceasta intersecție care trece prin m și n. Setul HP devine un spațiu metric atunci când este prevăzut cu distanța d(m,n) pentru m,n ∈ HP așa cum a fost stabilită pe raza verticală sau pe semicerc. Razele verticale și semicercurile se numesc linii hiperbolice în HP. Geometria punctelor și a liniilor hiperbolice în HP este un exemplu de geometrie neeuclidiană; totuși acestea, construcția conceptelor de linie și distanță pentru HP, se bazează în mare măsură pe geometria euclidiană.

## Deplasări pe modelul discului
Fie discul {\displaystyle D=\left\{z\in \mathbf {C} :z\,z^{*}<1\right\}} în planul complex C. Planul geometric al lui Nikolai Lobacevski poate fi afișat în D prin arce de cerc perpendiculare pe frontiera lui D, semnificând „linii hiperbolice”. Folosind aritmetica și geometria numerelor complexe și transformările Möbius, se definește modelul discului Poincaré al planului hiperbolic:
Fie a și b numere complexe cu {\displaystyle a\,a^{*}-b\,b^{*}=1.} De notat că
{\displaystyle \left|bz+a^{*}\right|^{2}-\left|az+b^{*}\right|^{2}=(a\,a^{*}-b\,b^{*})(1-|z|^{2}),}
astfel încât {\displaystyle |z|<1} implică {\displaystyle |(az+b^{*})/(bz+a^{*})|<1.} Prin urmare, discul D este o mulțime invariantă a transformării Möbius 
{\displaystyle f(z)=(az+b^{*})/(bz+a^{*}).}
Deoarece permută și liniile hiperbolice, aceste transformări sunt deplasări în modelul D din geometria hiperbolică. Acestora le corespunde o matrice complexă
{\displaystyle q={\begin{pmatrix}a&b\\b^{*}&a^{*}\end{pmatrix}}}
cu {\displaystyle a\,a^{*}-b\,b^{*}=1,} care este un element al grupului unitar special SU(1,1).